# Sainte-Julienne
Sainte-Julienne, antiguamente Sainte-Julienne-de-Rawdon, Village Beaupré y Sainte-Julienne-de-Montcalm, es un municipio perteneciente a la provincia de Quebec en Canadá. Es la sede del municipio regional de condado (MRC) de Montcalm en la región administrativa de Lanaudière.

## Geografía
Sainte-Julienne se encuentra en la parte norte del MRC de Montcalm entre Saint-Esprit y Rawdon, sobre el camino desde Montreal. Limita al norte con Rawdon, al noreste con Saint-Liguori,al este con Saint-Jacques y Saint-Alexis, al sureste con Saint-Esprit, al sur con Saint-Lin–Laurentides y al oeste con Saint-Calixte. Su superficie total es de 100,41 km², de los cuales 99,15 km² son tierra firme. Está situado al contacto de la planicie de San Lorenzo y las bajas Laurentides, antes los contrafuertes. Los ríos Saint-Esprit e  Ouareau bañan la localidad.

## Urbanismo
Las carreteras 125 y 337 atraviesan el territorio y el pueblo de Sainte-Julienne y los comunica a Terrebonne, Saint-Donat, Saint-Lin-Laurentides y Rawdon.

## Historia
El territorio de Sainte-Julienne formaba parte del cantón de Rawdon, creado en 1799. Este territorio se ha estado inhabitado hasta la llagada de Franco-canadienses de Lachenaie, de Saint-Sulpice y de Saint-Jacques-de-l’Achigan hacia 1840. En 1848, la parroquia de Sainte-Julienne-de-Rawdon, honrando Juliana Falconieri, fue creada por separación del cantó de Rawdon y de la parroquia de Saint-Ours-du-Saint-Esprit. La oficina de correos abiertó en 1853 sobre el nombre de Sainte-Julienne. En 1855, el municipio de parroquia de Sainte-Julienne-de-Rawdon fue instituido. Joseph-Édouard Beaupré, fue primero alcalde de Sainte-Julienne  de 1855 a 1873 y prefecto del condado de Montcalm-(1856-1880). Es considerado como el fundador de Sainte-Julienne. Construyó la primera serrería en el pueblo y dio  un terreno para la construcción de la capela. La localidad era llamada Village Beaupré durante este periodo. En 1859, la localidad contaba con 1157 habitantes. Este año, la primera iglesia fue construida.
Como había únicamente un municipio con el topónimo de Sainte-Julienne en Quebec, la administración local modificó en 1967 su nombre para el más simple de Sainte-Julienne pero la población emplea a menudo el termo Sainte-Julienne-de-Montcalm como era la sede del condado de Montcalm y más tarde la del MRC de Montcalm. En 1998, cambió su estatus de municipio de parroquia a municipio.

## Política
Sainte-Julienne está incluso en el MRC de Montcalm. El consejo municipal se compone, además del alcalde, de seis consejeros representando seis distritos territoriales. El alcalde actual (2015) es Marcel Jetté, que sucedió a Pierre Mireault en 2009.
|                                      | 2005-2009         | 2009-2013            | 2013-2017           |
| Alcalde                              | Pierre Mireault   | Marcel Jetté         | Marcel Jetté        |
| 1 - Payette – Sous-Bois – Lac-Louise | Louis Thouin      | Jean-Pierre Charron# | Claude Rollin       |
| 2 - Saint-François – Les Lacs        | Stéphane Breault  | Stéphane Breault#    | Stéphane Breault#   |
| 3 - Village                          | Manon Desnoyers   | Manon Desnoyers#     | Manon Desnoyers#    |
| 4 - Bocage – Langlais                | Céline Daigneault | Jocelyne Larose#     | Yannick Thibeault   |
| 5 - Saint-Gabriel - Ouareau          | Josée Bélanger#   | Lucien Thibodeau#    | Richard Desormiers# |
| 6 - Cordon                           | Benoît Ricard#    | Danielle Desrochers# | Normand Martineau   |

 * Consejero al inicio del termo pero no al fin.  ** Consejero al fin del termo pero no al inicio. # En el partido del alcalde.
El municipio está ubicado en la circunscripción electoral de Rousseau a nivel provincial y de Montcalm a nivel federal.

## Demografía
Según el censo de Canadá de 2011, Sainte-Julienne contaba con 9331 habitantes. La densidad de población estaba de 94,0 hab./km². Entre 2006 y 2011 hubo una adición de 1348 habitantes (16,9 %). En 2011, el número total de inmuebles particulares era de 4316, de los que 3893 estaban ocupados por residentes habituales, otros siendo en mayor parte residencias secundarias. Sainte-Julienne es el segundo municipio más poblado del MRC de Montcalm, después de Saint-Lin-Laurentides. El pueblo de Sainte-Julienne contaba con 1580 habitantes, o 16,9% de la población del municipio, en 2011. Esta población decreció entre 2006 y 2011 (1,7 %).
Evolución de la población total, Sainte-Julienne, 1991-2015

## Sociedad

### Personalidades
- Joseph-Édouard Beaupré (1817-1880), fundador, alcalde y prefecto
- Zotique Mageau (1865-1951), diputado de la Asamblea legislativa de Ontario
- Audrey de Montigny (1985-), cantante